# Julio Gallo
Julio Robert Gallo (* 21. März 1910 in Oakland, Kalifornien; † 2. Mai 1993 in Tracy (Kalifornien)) war ein US-amerikanischer Weinunternehmer. Zusammen mit seinem Bruder Ernest gründete er die E. & J. Gallo Winery, das weltgrößte Weingut.

## Leben und Familie
Gallo wuchs in Modesto, Kalifornien, als einer von drei Söhnen von Joseph Gallo Senior auf. Sein Vater hatte dort eine Farm gekauft, um Trauben anzubauen. Depression und Prohibition führten jedoch dazu, dass der verschuldete Vater seine Frau erschoss und sich anschließend selbst das Leben nahm. 1933, kurz nach Ende der Prohibition, gründete Gallo mit seinem Bruder die E. & J. Gallo Winery.
Gallo starb 1993 bei einem Autounfall.
Mit seiner Frau Aileen hatte er zwei Kinder: Robert J. Gallo und Susan Gallo Coleman.

## Einzelnachweis
1. 1 2  Gallos Leben - Milliardär dank Fusel

| Personendaten    | Personendaten                 |
| ---------------- | ----------------------------- |
| NAME             | Gallo, Julio                  |
| ALTERNATIVNAMEN  | Gallo, Julio Robert           |
| KURZBESCHREIBUNG | US-amerikanischer Unternehmer |
| GEBURTSDATUM     | 21. März 1910                 |
| GEBURTSORT       | Oakland, Kalifornien          |
| STERBEDATUM      | 2. Mai 1993                   |
| STERBEORT        | Tracy (Kalifornien)           |